# تلورید گالیم (III)

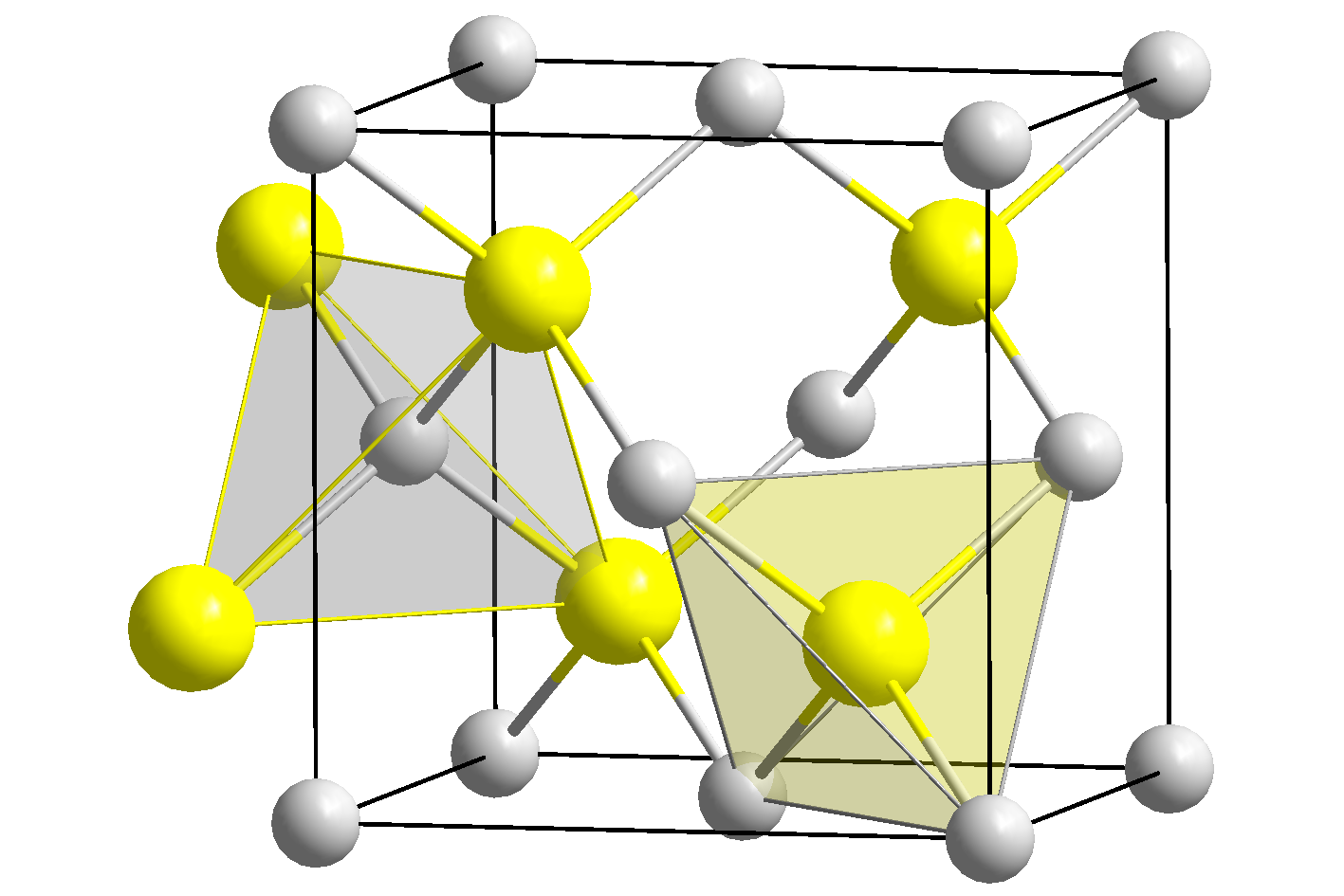
تلورید گالیم

تلورید گالیم(III) (به انگلیسی: Gallium(III) telluride) با فرمول شیمیایی Ga۲Te۳ یک ترکیب شیمیایی است. که جرم مولی آن ۵۲۲٫۲۵ g/mol می‌باشد. شکل ظاهری این ترکیب، دستگاه بلوری مکعبی است.